# YouTube總部槍擊案
太平洋时间2018年4月3日12时46分，美国加利福尼亚州圣布鲁诺的YouTube总部附近发生了一起枪击案。伊朗籍的女性嫌犯持枪攻击位于加州圣布鲁诺的YouTube总部，之后自杀身亡，造成至少三位伤者送医。此類型案件為女子獨自一人，在類似案件中極為罕見。

## 槍擊案
下午12時46分，聖布魯諾警方收到YouTube總部發生槍擊的報案。疑犯納森·阿格達姆（Nasim Aghdam）所使用的槍枝一次能夠填裝十發子彈，且她在重新填裝前完整用完十發。阿格達姆最後朝自己的頭部開槍自殺身亡，她去世時距離其40歲生日相差兩天。後來直升機捕捉到的畫面顯示建築物的大廳門有一個大洞還有碎玻璃。一開始的報告錯誤描述這起槍擊為家暴受害者開槍射擊她的男友。
聖馬刁警長和當地聖布魯諾警方對這起事件做出回應並建議民眾遠離案發地點。多名事發時位於總部的YouTube員工在Twitter和Snapchat即時更新事發現場情況。
槍擊事件發生前一天早上，警察發現阿格達姆在YouTube總部以南25英里（40公里）的山景城沃爾瑪停車場的車裡睡覺。 警察並沒有將她視為威脅，也不清楚這些警察是否意識到阿格達姆父親的擔憂。 阿格達姆在槍擊事件發生前一天參觀了一個射擊場。
警方認為，阿格達姆的動機是YouTube對她的頻道的歧視。她在她的網站上抱怨這家公司，寫道“Youtube 過濾了我的頻道，以防止他們獲得觀看！”並且該公司已經取消了她的大部分視頻。
她的父親伊斯梅爾·阿格達姆來自河濱縣，她說他的女兒是一名“素食主義者和動物愛好者”，她告訴他YouTube一直在審查她的視頻，並停止為她的內容付費。“她很生氣”他說。 

## 襲擊者
4月4日，加州当地警方公布疑犯是39岁伊朗籍的纳森·阿格达姆（Nasim Najafi Aghdam（波斯語：‎），1979年4月5日－2018年4月3日），出生於伊朗乌尔米耶，於1996年隨家人移民美國。媒体传闻说她曾在视频中批评YouTube：「在YouTube和其他视频网站上，没有公平的方式可以使浏览量增长」、「只有在他们愿意的时候，你的关注度才会增长」。案发后，YouTube、Facebook和Instagram都冻结了阿格达姆的帐号。

## 回應

### 政治
对此事件，特朗普发推文表示：“我们的关心与祈祷与牵涉此事的每个人同在，也感谢在现场的执法人员以及急救人员”。白宫则说，总统已经听取了相关情况的汇报。旧金山市长马克·法雷尔（Mark Farrell）也表示，这次事件表明为什么美国“迫切地”需要在枪支管控上达成共识。
YouTube总部所在地圣布鲁诺隶属于加州第14选区，代表该区的民主党众议员杰基·斯贝尔（Jackie Speier）表示“听闻又有一件大规模枪击案发生，令人悲痛”，她也借机呼吁美国政府采取行动来终结枪支暴力。加州民主党参议员黛安·范士丹（Dianne Feinstein），表示她为所有被YouTube枪击案波及的所有人祈求平安，并且说她在听到又发生枪击案的时候，心情沉痛到难以承受。

### 公司
- YouTube的CEO苏珊·沃西基发推文表达她的哀悼，称：「我们对执法部门和快速反应部门的及时反应表示最诚挚的感谢。我们的心与今天的受伤者和受影响的人们同在。我们将像家人一样团结在一起，抚平伤痛。」[21]
- 蘋果公司的CEO提姆·庫克也发推文表达他的哀悼：「我们对YouTube和Google的团队致以来自苹果公司全体人员的同情与支持，特别是对受害者与其亲属。」[22]
- 在線零售公司的亞馬遜公司CEO杰弗里·贝索斯通过社交媒體推特表示慰問，“这对YouTube和Google来说是可怕与真正悲剧的一天。我们对伤者和所有受到事件影响的人致以我们最好的祈愿。”[23]

## 外部連結
- 阿格达姆的个人主页
- Aghdam's homepage and Dailymotion.com profile (WARC at Internet Archive)
- 一项互联网档案馆的主题,其中包括阿格达姆在Dailymotion上的视频